# Âge d'or de l'art finlandais

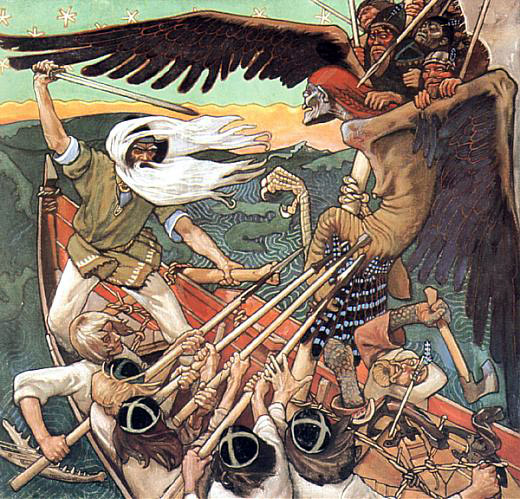
La défense du Sampo, Akseli Gallen-Kallela, 1896.

L'âge d'or de l'art finlandais (finnois : Suomen taiteen kultakausi) est la période des années 1880–1910, quand l'art finlandais s’imprègne d'un regard national et atteint un niveau international.
Il est intéressant de noter que cet art national s'épanouit au moment de la russification de la Finlande.
Les personnalités centrales de cette époque sont Akseli Gallen-Kallela, Pekka Halonen, Albert Edelfelt, Jean Sibelius, Eino Leino, Helene Schjerfbeck et Eero Järnefelt.
Les artistes commencent à représenter dans leurs œuvres les paysages de leur patrie, sa nature et son histoire.
Ils enseignent aux Finlandais à remarquer la beauté et la particularité de leur propre pays.

## Œuvres

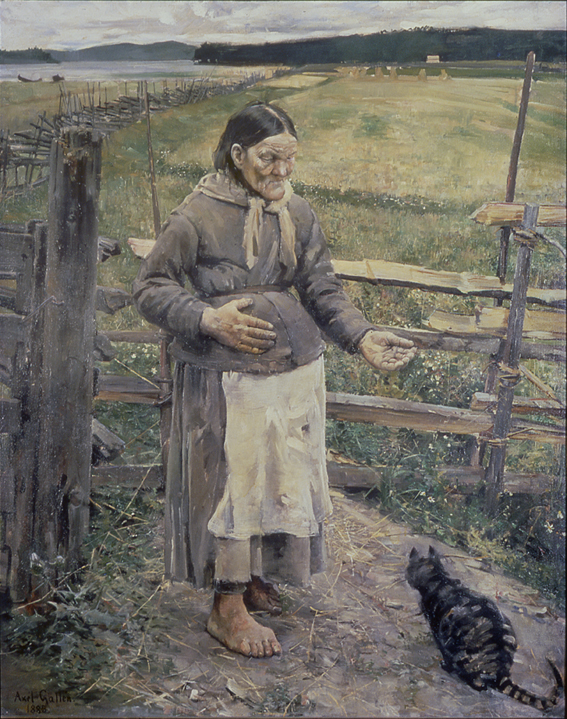
Akseli Gallen-Kallela : Akka ja kissa, 1885.
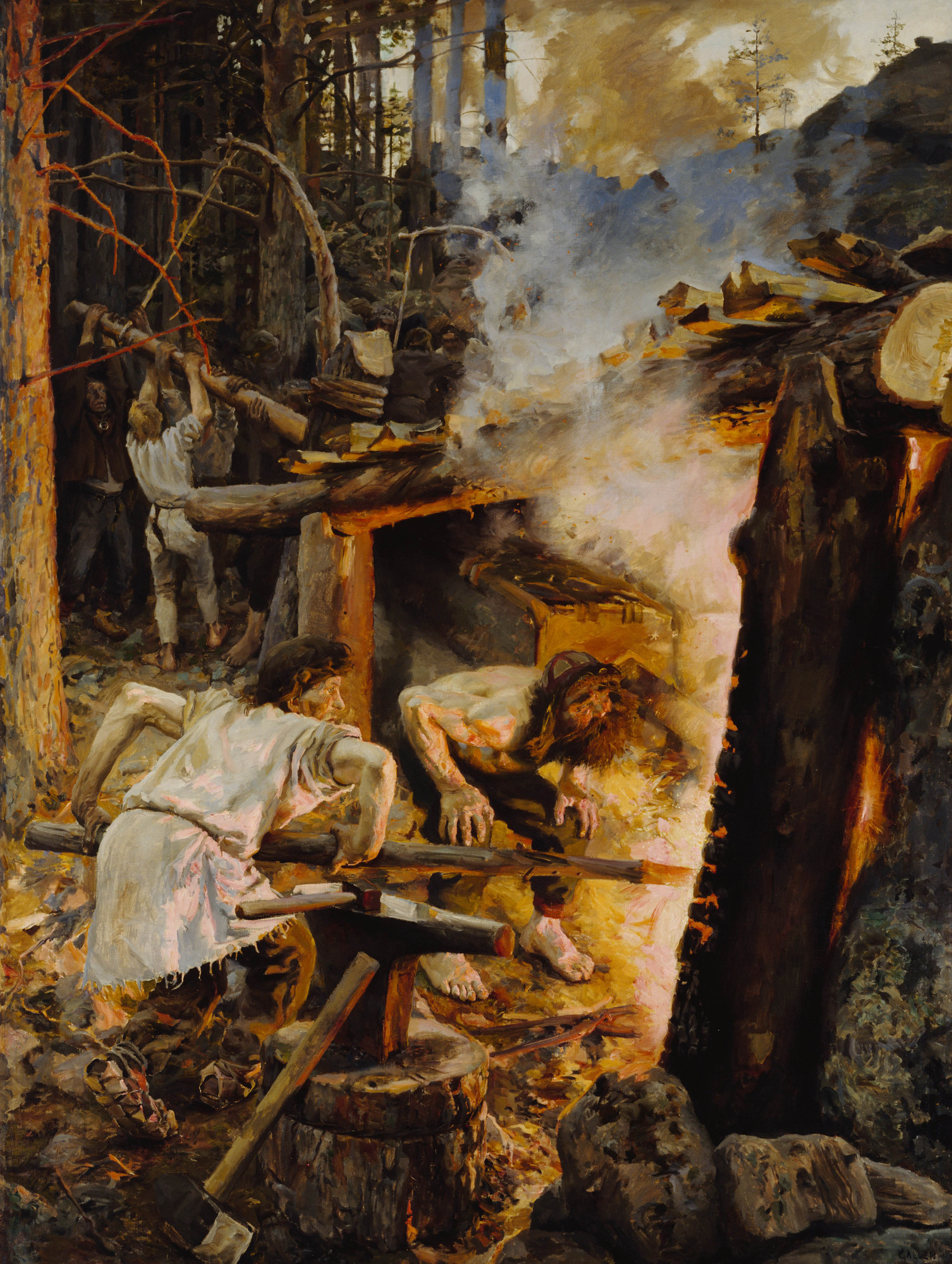
Akseli Gallen-Kallela : Sammon taonta, 1893.
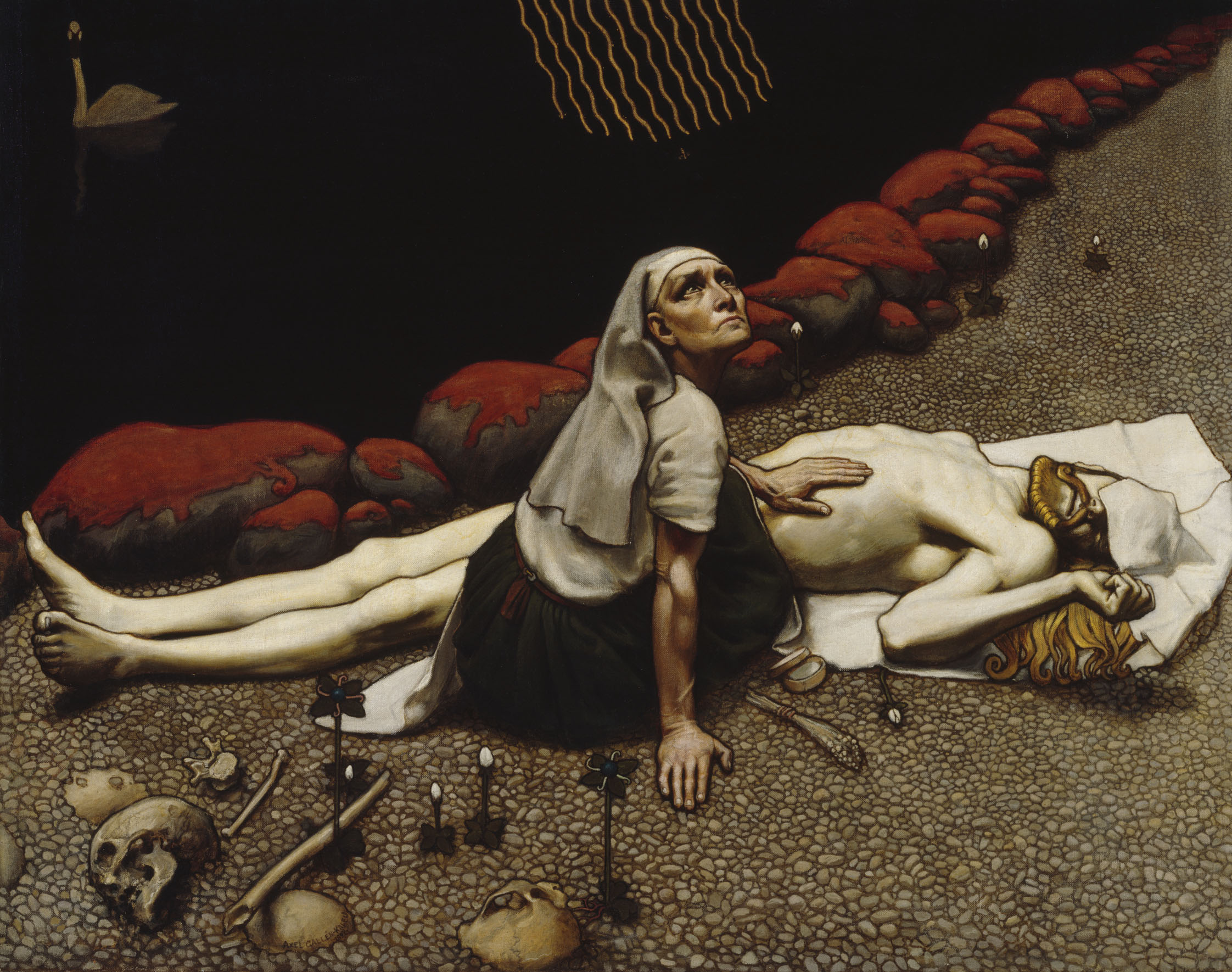
Akseli Gallen-Kallela : Lemminkäisen äiti, 1897.
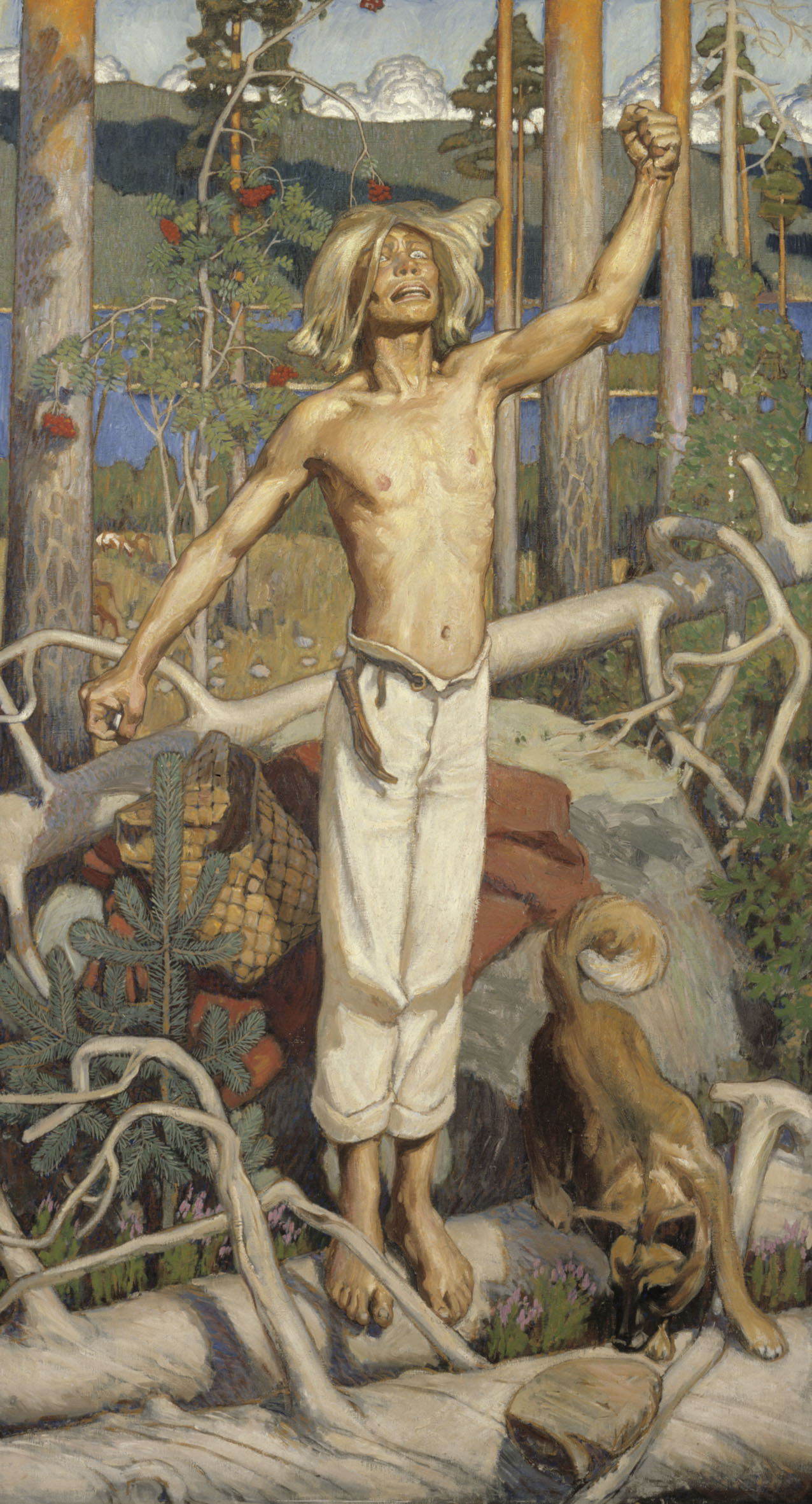
Akseli Gallen-Kallela : Kullervon kirous, 1899.
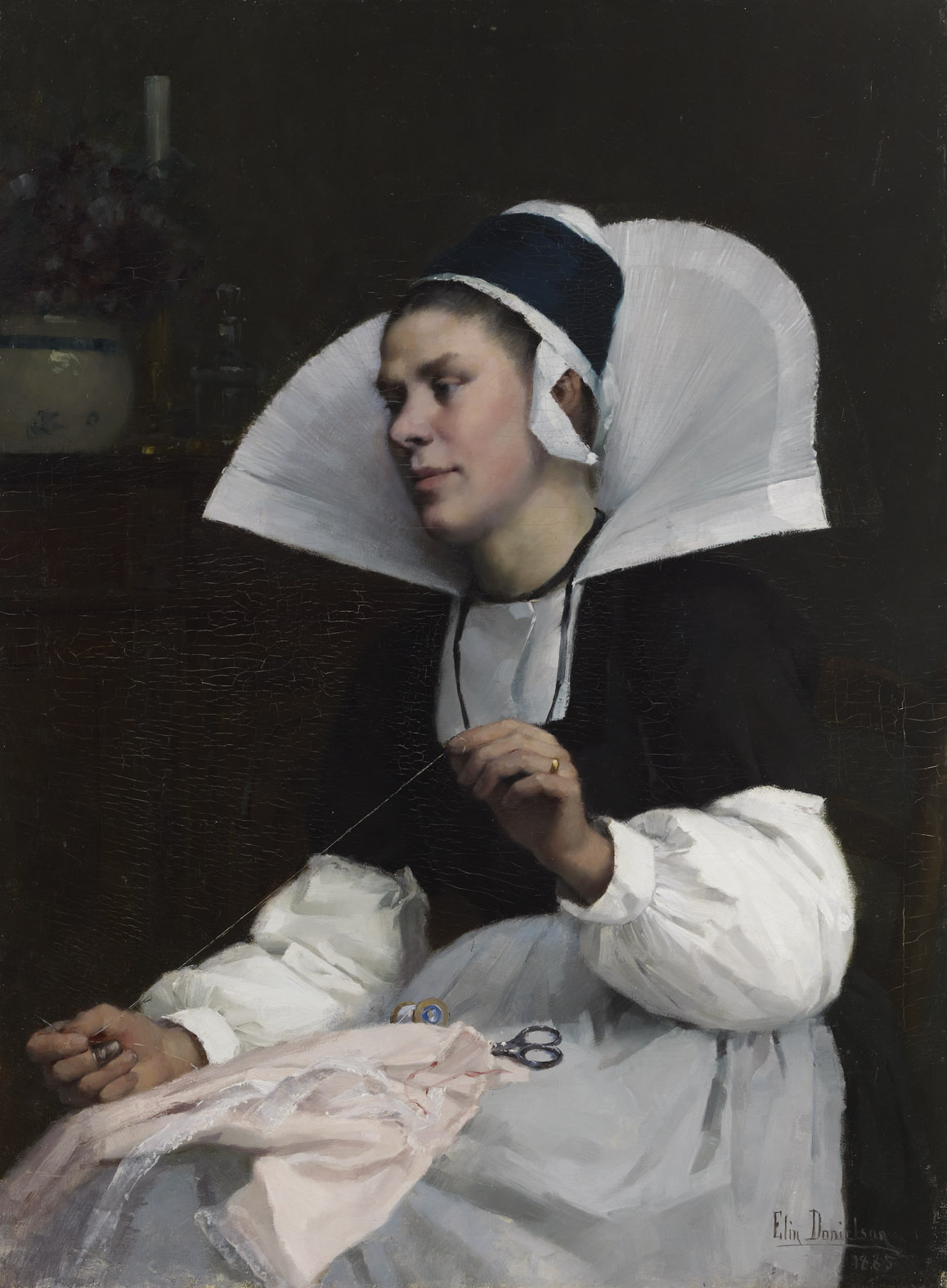
Elin Danielson-Gambogi: Nuori Äiti, 1885.
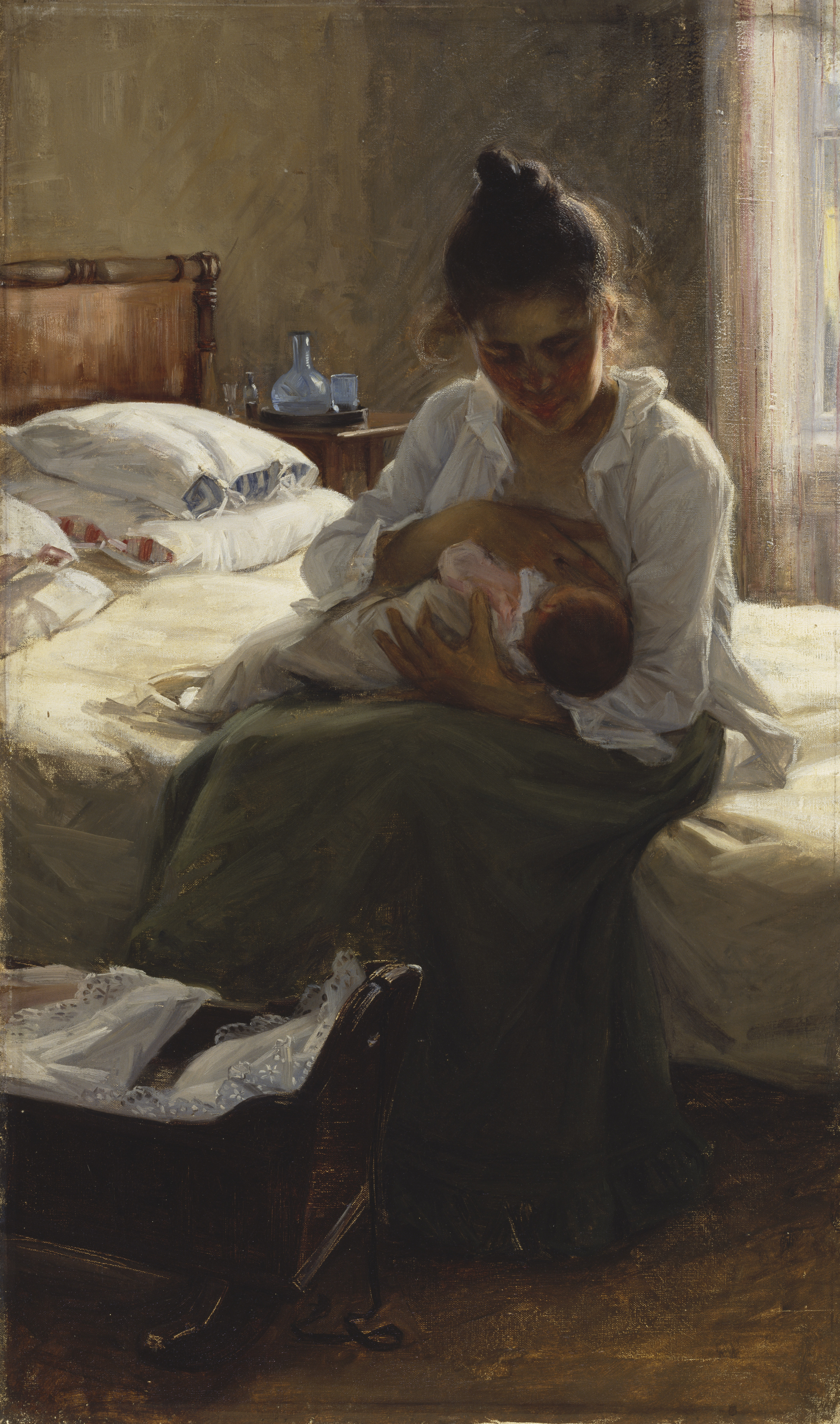
Elin Danielson-Gambogi: Äiti, 1893.
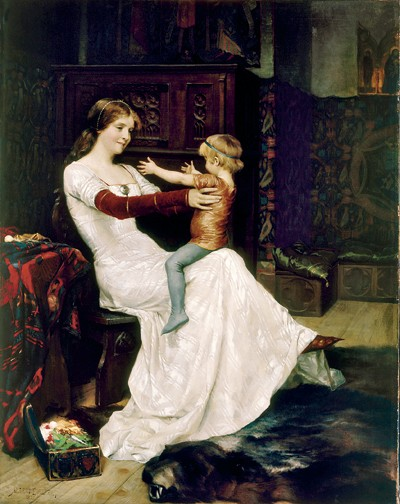
Albert Edelfelt : Kuningatar Blanka, 1877.
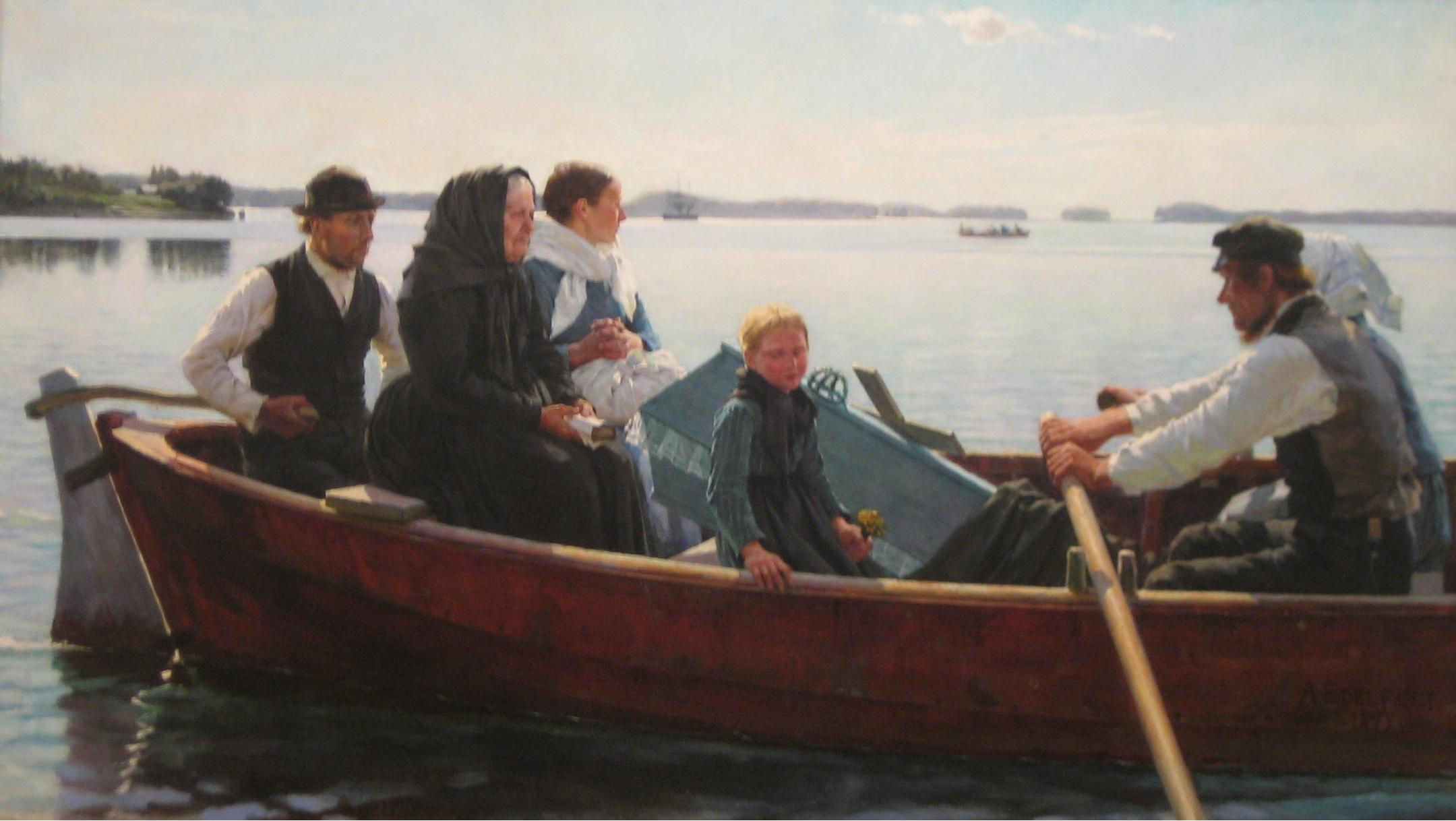
Albert Edelfelt : Convoi d'un enfant, 1879.